# 알타이 공화국
알타이 공화국(/ˈæltaɪ/; 알타이어: Алтай Республика Altay Respublika; 러시아어: Респу́блика Алта́й Respublika Altay[*], IPA: [rʲɪˈspublʲɪkə ɐlˈtaj]), 일명 고르노알타이 공화국, 및 구어체로, 주로 러시아어로 이웃 알타이 변경주와 구별하기 위해 고르니알타이(러시아어: Горный Алтай Gornyy Altay[*])로도 지칭된다, 알타이는 러시아의 공화국으로, 시베리아 남부에 위치한다. 이 공화국은 북쪽으로 케메로보, 북동쪽으로 하카시야, 동쪽으로 투바, 서쪽으로 알타이 변경주와 접하고 있으며, 남동쪽으로 몽골, 남쪽으로 중화인민공화국, 남서쪽으로 카자흐스탄의 세 나라와 접한다. 시베리아 연방관구의 일부이며 면적은 92,903 제곱킬로미터 (35,870 mi2)이고 인구는 210,924명이다. 고르노알타이스크는 러시아에서 인구가 가장 적은 공화국이며 시베리아 연방관구에서 인구가 가장 적은 연방주체이다. 고르노알타이스크는 공화국의 수도이자 가장 큰 도시로 65,342명의 주민이 도시 지역에 거주하며, 이로 인해 도시화가 가장 덜 된 연방주체이다.
알타이 공화국은 러시아의 민족 공화국 중 하나로, 주로 토착 알타이인을 대표한다. 알타이인은 튀르크 민족으로 공화국 인구의 37%를 차지하는 반면, 민족 러시아인은 54%로 다수를 차지한다. 다른 소수 민족으로는 카자흐인, 다른 중앙아시아인, 독일인이 있다. 알타이 공화국의 공식 언어는 러시아어와 알타이어다. 카자흐어는 화자가 밀집 정착한 지역에서 공식 언어이다.

## 역사
흉노 제국(기원전 209년 ~ 서기 93년)은 현대 알타이 공화국의 영토를 통치했습니다. 이 지역은 제1 튀르크 카간국, 위구르 제국, 예니세이 키르기스의 일부였다. 이 기간 동안 지역 주민들은 문화적으로나 언어적으로 완전히 튀르크화 되었다.
알타이 공화국 남부는 나이만 칸국의 지배를 받았다. 현대 알타이 공화국의 영토는 몽골의 선비국 (93–234), 루란 칸국 (330–555), 몽골 제국 (1206–1368), 황금 호드 (1240–1502), 준가르 (1634–1758) 및 청나라 (1757–1864)의 지배를 받았다.
청 시대는 두 개의 알탄 누르 우랸카이 총독 깃발과 일곱 개의 알타이 우랸카이 깃발의 일부가 감독하는 반자치 시대였다. 청나라 통치 기간 동안 시베리아 장군 페도르 이바노비치 소이모노프는 1760년에 알탄 누르 지역에 비군사적 원정을 시작하여 요새 건설을 시작했습니다. 이는 이후 청나라의 헤세리 잘라풍가에 의해 제거되었습니다. 1820년대 이후로 일상적인 국경 검사는 덜 빈번해졌고 추이 유역은 러시아인이 점령했다.
알탄 누르 우랸카이 전체는 1864-1865년에 타르바가타이 조약에 따라 자발적으로 러시아 제국의 일부가 되었다. 러시아 내전 중, 1918년에 알타이 연방공화국(카라코람-알타이 지역)이 수립되었고, 칭기즈 칸의 몽골 제국 재건의 첫 단계로 선언되었다. 그러나 러시아 내전에서는 결코 경쟁 세력이 되지 못했고, 1918년부터 1920년 1월까지 중립을 지켰다가 러시아로 다시 병합되었다. 제2의 알타이 공화국은 1921년에 형성되어 1922년까지 지속되었고, 그들은 볼셰비키에 합병되었다.
1922년 6월 1일, 알타이인들은 알타이 변경주의 일부인 오이로트 자치주(Ойро́тская автоно́мная о́бласть)를 창설하면서 자치권을 되찾았다. 이 지역의 원래 이름은 바즐라였다. 1948년 1월 7일에 고르노알타이 자치주(Го́рно-Алта́йская автоно́мная о́бласть)로 이름이 변경되었다. 1991년에 고르노알타이 소비에트 사회주의 공화국(ASSR)으로 재조직되었다. 1992년에 알타이 공화국으로 개칭되었다.

## 지리
알타이 공화국은 아시아 중심부의 알타이산맥에 위치하며, 시베리아와 타이가, 카자흐스탄의 초원, 몽골의 사막이 만나는 곳이다. 공화국의 영토의 약 25%가 삼림으로 덮여있다.
- 면적: 92,600 km2 (35,800 mi2)
- 국경:
  - 내부: 케메로보주(N), 하카시야 공화국(NE), 투바 공화국(E), 알타이 변경주(W/NW).
  - 국제: 몽골(바양울기주)(SE), 중국(아러타이 지구, 신장)(S), 카자흐스탄(동카자흐스탄주)(S/SW)
- 최고 지점: 벨루하산(4,506 m)
- 최대 남북 거리: 360 km
- 최대 동서 거리: 380 km

### 시간대
옴스크 시간대(OMST)에 놓여있다. 협정 세계시와의 차이는 +0700(OMST)이다.

### 호수

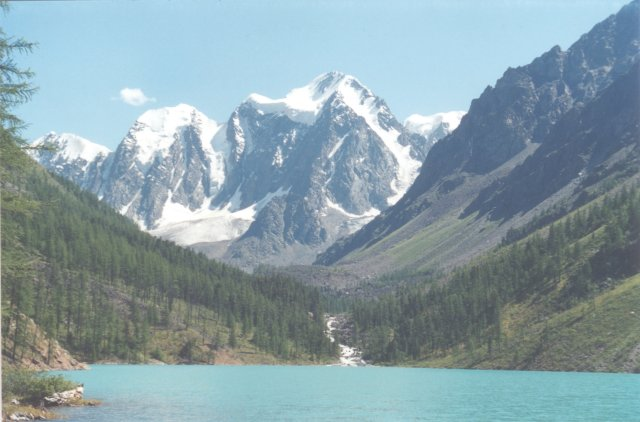
Shavlo Lake in Northern Chuysky Range

텔레츠코예 호수는 알타이 공화국의 가장 큰 호수이다.

### 천연 자원
천연 자원으로 금, 은, 철광석 등이 생산된다.

### 기온
기후는 대륙성 기후를 보이는 곳으로, 여름은 짧고 더우나, 겨울은 길고 몹시 춥다.
- 1월 기온: -9.2 °C에서 -31 °C.
- 7월 기온: +11 °C에서 +19 °C.
- 강수량: 100-1000 mm.

## 행정구역

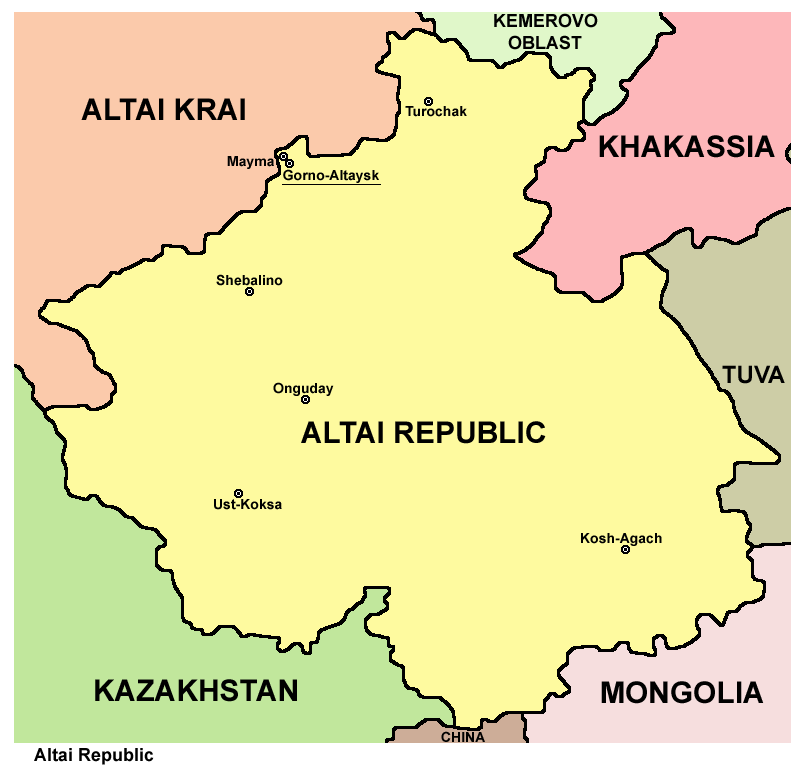

- 마이민스키 군(Майминский район, 알타이어: Майма аймак)
- 최스키 군(Чойский район, 알타이어: Чоя аймак)
- 투로착스키 군(Турочакский район, 알타이어: Турачак аймак)
- 체말스키 군(Чемальский район, 알타이어: Чамал аймак)
- 셰발린스키 군(Шебалинский район, 알타이어: Шебалин аймак)
- 옹구다이스키 군(Онгудайский район, 알타이어: Оҥдой аймак)
- 우스티칸스키 군(Усть-Канский район, 알타이어: Кан-Оозы аймак)
- 우스티콕신스키 군(Усть-Коксинский район, 알타이어: Кӧк-Суу Оозы аймак)
- 울라간스키 군(Улаганский район, 알타이어: Улаган аймак)
- 코시아가치스키 군(Кош-Агачский район, 알타이어: Кош-Агаш аймак)
- 고르노알타이스크 (수도)

## 주민
2002년 인구는 20만2,947명이다. 2002년의 조사에서 러시아인들이 11만6,510명(57%) 있으며 알타이인들은 6만2,192명(30.6%)를 차지한다. 다른 민족들로는 카자흐족{1만2,108명(5.97%)}, 텔렝기트족{2,386명(1.18%)}, 투발라르족{1,533명(0.76%)}, 우크라이나인{1,437명(0.71%)}과 독일인, 쿠마딘족 (0,46%), 라트비아인, 에스토니아인 등 소수 민족이 있다.
| 연도                | 인구    | ±%      |
| ------------------- | ------- | ------- |
| 1897                | 41,983  | —       |
| 1926                | 106,544 | +153.8% |
| 1939                | 162,179 | +52.2%  |
| 1959                | 157,161 | −3.1%   |
| 1970                | 168,261 | +7.1%   |
| 1979                | 171,835 | +2.1%   |
| 1989                | 191,649 | +11.5%  |
| 2002                | 202,947 | +5.9%   |
| 2010                | 206,168 | +1.6%   |
| 2021                | 210,924 | +2.3%   |
| Source: Census data |         |         |

## 교육
고르노알타이스크 대학교를 포함해서 12개의 대학교가 있다. 그리고, 205개교의 학교가 알타이 공화국에 있다.